# Басалига Олександр Олександрович
Олекса́ндр Олекса́ндрович Басали́га (1991—2023) — старший лейтенант Збройних сил України, учасник російсько-української війни.

## Життєпис
Олександр Басалига народився та виріс у Дніпрі. У 2014 році добровольцем пішов служити до лав ЗСУ. Після навчання потрапив до першої окремої танкової бригади. Був навідником танка «Булат».
Спочатку його танковий підрозділ перебував біля Бахмута. Перевіривши готовність бронетехніки і отримавши все необхідне, колонна «Булатів» висунулася в район Дебальцевого.
Відтак екіпаж танка тримав оборону біля м. Волноваха. Після успішних боїв у районі Волновахи воїну доручили командувати танковим екіпажем, згодом мав ще кілька ротацій на Донбасі.
У 2016 році вступив до НТУ «ХПІ». Після закінчення інституту почав службу в 93 ОМБР «Холодний Яр». На початку вторгнення служив у штабі. Коли формувався новий батальон, перейшов у піхоту. Спочатку на посаді заступника командира роти з озброєння, потім прийняв командування взводом і згодом ротою.
Двічі був поранений у боях за м. Бахмут, після другого деякий час пересувався на інвалідному візку. Через деякий час відновився й далі командував ротою. Стриманий, зосереджений. У всіх підлеглих викликав величезну повагу.
З 2014 року пройшов шлях від танкіста до командира роти.
Мав позивні «Монгол» та (раніше) «Кореєць».
Загинув 9 березня 2023 року в м. Бахмут на Донеччині.
У Олександра залишились батьки, сестра та дружина.

## Нагороди
За особистий внесок у зміцнення обороноздатності Української держави, мужність, самовідданість і високий професіоналізм, виявлені під час виконання військового обов'язку, та з нагоди Дня Збройних Сил України нагороджений орденом «За мужність» III ступеня (2.12.2016).
За особисту мужність і самовідданість, виявлені у захисті державного суверенітету та територіальної цілісності України, вірність військовій присязі нагороджений медаллю «Захиснику Вітчизни» (23.12.2022)